# Kaninhalvøen
Kaninhalvøen (russisk:Канин полуостров – Kanin poluostrov) er en halvø i Nenetskij autonome okrug i Rusland. Den har et areal på 10.500 km2.
Halvøen ligger mellem Hvidehavet i vest, Barentshavet i nord og Tsjosjskajabugten i øst. Den dækker et areal på 10.500 km2 og er 300 kilometer lang fra nord til syd. Dens nordligste punkt er Kap Kanin.
Landskabet er hovedsagelig en fladt og mosefyldt tundraslette af glaciale og marine sedimenter. Flere steder hæver moræneåse sig til højder på 70-80 meter. I nord strækker højdedraget Kanin Kammen sig fra Kap Kanin i vest til Kap Mikulkin på østkysten, med højeste punkt på 242 meter over havet.
Kaninhalvøen er tyndt befolket. Det er ingen byer i området, kun mindre bebyggelser og bosættelser, som Sjojna, Nes, Tsjizja, Konusjin Nos, Kija, Kanin Nos, Jazjma, Vostotsjnaja Kambalnitsa og Mikulkin Nos.